# Pratt & Whitney R-2000
O Pratt & Whitney R-2000 Twin Wasp é um motor radial desenvolvido nos Estados Unidos em 1942 para ser utilizado em aeronaves militares. É um motor da série de motores radiais Pratt & Whitney Wasp.

## Projeto e desenvolvimento
O R-2000 foi uma versão maior do Pratt & Whitney R-1830 Twin Wasp, com foco em reduzir os custos de manufatura e requerimentos de combustível. O diâmetro do cilindro foi aumentado para 5,75 in (146 mm), enquanto mantinha um curso de 5,5 in (139,7 mm). Isto trouxe o deslocamento para 32,8 L. Haviam outras pequenas mudanças em relação ao R-1830, tal como os magnetos que eram instalados na frente ao invés de atrás (como no maior e antecessor Double Wasp), rolamentos lisos para o virabrequim em vez de rolamentos comuns e a utilização de gasolina de 87 octanas (especificado, pois haviam rumores de que o fornecimento da gasolina de 100 octanas podia ser interrompido durante a guerra - o que provou ser uma informação falsa). O R-2000 produzia 1.300 hp @ 2.700 rpm com gasolina de 87 octanas, 1.350 hp com de 100 octanas e 1.450 hp @ 2,800 rpm com gasolina 100/130.

## Aplicações
- Douglas C-54
- Douglas DC-4
- Douglas Super DC-3
- de Havilland Canada DHC-4 Caribou
- Vought XF5U